# Poul Schou A/S
Poul Schou A/S er en odenseansk transport- og logistikvirksomhed, der til dagligt beskæftiger 280 medarbejdere og har 130 lastbiler. Hovedkontoret ligger i i udkanten af Odense, og virksomhedens aktiviteter omfatter distribution, kranarbejde, maskintransport, makulering og meget mere.
I december 2018 overtog Poul Schou A/S den fynske godstransportør Bruun & Nielsen A/S, hvilket fordoblede virksomhedens vognpark.
Firmaets nuværende ejer, Poul Henrik Schou, er tredje generation i vognmandsforretningen og har fungeret som administrerende direktør siden 2003.
Virksomheden har opkøbt utallige af vognmænd gennem årene, og er i dag vokset sig til at være Fyns næststørste transportvirksomhed.

## Historie
Vognmandsfirmaet blev grundlagt af Poul Herman Schou i 1940, efter at have overtaget sin forgængers forretning. I 1965 døde Poul Schou i en tidlig alder, hvilket medførte at sønnen, Jørgen Schou, overtog transportvirksomheden.
Da Jørgen Schou på tragisk vis omkom i 1993, måtte hans søn, Poul Henrik Schou, overtage virksomheden i en alder af blot 21 år. Firmaet var på dette tidspunkt i betalingsstandsning, og dermed måtte Poul Henrik låne 1 million kroner i banken, til at genskabe vognmandsforretningen. Siden den dag, har Poul Henrik Schou formået at rejse firmaet igen, og gennem opkøb af andre vognmænd, er Poul Schou A/S i dag blandt Fyns største transportfirmaer.